# Christina Adane
Christina Adane es una activista social británica responsable de la campaña para alimentar gratuitamente a los niños desfavorecidos que tenían derecho a comidas escolares durante el curso, pero no se les proporcionaba (en absoluto) durante las vacaciones de verano, por lo que corrían el riesgo de pasar hambre. El futbolista Marcus Rashford dio gran relevancia a esta campaña y, como resultado, el Gobierno británico cambió su política en 2020. Adane fue una de las 100 Mujeres de la BBC de 2020, «las cien mujeres más inspiradoras e influyentes del mundo».

## Biografía
Adane estudió en el Grey Coat Hospital, una academia de Westminster (Londres). Al igual que el futbolista Marcus Rashford, Adane había recibido comidas gratuitas en la escuela, por lo que era una firme defensora de acabar con el hambre infantil en Gran Bretaña, y quería asegurarse de que las comidas gratuitas esenciales para los niños desfavorecidos durante el curso escolar no se retiraran durante las vacaciones escolares.
Comenzó a hacer campaña en la escuela cuando sólo tenía 11 años, con una campaña de pijamas y repostería para recaudar fondos para la crisis del ébola.
Adane es copresidenta de la junta juvenil de Bite Back 2030, una organización cuyo objetivo es capacitar a los jóvenes para que lideren la campaña contra las injusticias del actual sistema alimentario y por el derecho de la próxima generación a una alimentación sana. Durante el cierre patronal por la pandemia de coronavirus, Adane respondió a las preguntas de BBC News sobre la investigación que esta organización llevó a cabo con Guy's and St.Thomas's Charity y 1000 adolescentes, sobre la dieta de "snacks" y las comidas familiares.
Tras iniciar una petición en rápido crecimiento en nombre de los 1,4 millones de niños del Reino Unido que dependen de las comidas escolares gratuitas fuera del horario escolar, que atrajo 100.000 firmas en una semana, su petición acabó recibiendo el apoyo de más de 430.000 firmas. Ha hablado sobre el derecho de todos los niños a la alimentación y sobre esta petición (después de que el Parlamento británico votara en contra de ampliar las comidas escolares gratuitas durante la pandemia), por ejemplo, en el WE Day con el famoso chef Jamie Oliver, y en otros eventos de empoderamiento juvenil como el Power of Youth Festival, que presenta a jóvenes activistas y cuenta con 1000 organizaciones asociadas con el objetivo de cambiar la forma en que la sociedad ve a los jóvenes.
La campaña de Adane contó con el apoyo de Marcus Rashford. Adane fue reconocida por su trabajo al ser incluida en la lista de las 100 mujeres de la BBC. Rashford fue reconocido por obligar al Gobierno a replantearse la financiación de las comidas escolares, pero fue Adane quien estuvo detrás de la campaña. Adane ha apoyado las iniciativas para conseguir comidas más nutritivas en las escuelas, de modo que "ningún niño crezca en un desierto alimentario".